# Chronologie des États-Unis pendant la Seconde Guerre mondiale
Pour un article plus général, voir Histoire militaire des États-Unis pendant la Seconde Guerre mondiale.

## 1940
- 16 septembre : Le service militaire est restauré, pour la première fois en temps de paix aux États-Unis.
- 5 novembre : Franklin Roosevelt est élu une troisième fois à la présidence des États-Unis
- 22 novembre : Joseph Kennedy, isolationniste convaincu, démissionne de son poste d'ambassadeur à Londres.

## 1941
- 11 mars : Signature de la loi Lend-Lease (prêt-bail), favorisant la fourniture de matériel américain au Royaume-Uni et à l'URSS, mettant fin de facto aux lois des années 1930 sur la neutralité.
- 14 août : Le président des États-Unis Franklin Roosevelt et le Premier ministre du Royaume-Uni Winston Churchill, réunis au large de Terre-Neuve, s'accordent sur la Charte de l'Atlantique, qui jette les bases communes de la politique internationale des deux pays.
- 11 septembre : Roosevelt ordonne d'attaquer les navires de l'Axe croisant dans les eaux territoriales américaines.
- 7 novembre : Début de négociations entre le Japon et les États-Unis portant sur l'embargo américain (acier, pétrole, gel des avoirs japonais) consécutif à l'occupation japonaise de l'Indochine française.
- 7 décembre : Attaque aérienne surprise de la base navale américaine de Pearl Harbor à Hawaii, par l'aviation japonaise.
- 8 décembre : Discours devant le Congrès américain de Franklin Roosevelt, qui annonce l'entrée en guerre des États-Unis contre l'empire du Japon.
- 11 décembre : L'Allemagne et l'Italie déclarent la guerre aux États-Unis.
- 15 décembre : Les syndicats américains renoncent au droit de grève pour ne pas pénaliser l'effort de guerre.

## 1942
- 14 janvier : Roosevelt signe le décret qui permettra l'internement des Américains d'origine japonaise dans des camps.
- 18 avril : Le lieutenant-colonel James H. Doolittle effectue un premier raid aérien symbolique sur Tokyo.
- 4 mai : Début du premier affrontement entre porte-avions américains et japonais, lors de la bataille de la mer de Corail, qui dure quatre jours.
- 5 juin : La flotte américaine oblige la flotte japonaise à renoncer à attaquer les îles Midway, à l'ouest d'Hawaii, lors d'un engagement aéronaval.
- 13 juin : Création de l'Office of War Information (Bureau d'information de la guerre) destiné à contrôler l'information aux États-Unis.
- 7 août : Débarquement des marines à Guadalcanal pour stopper la progression japonaise dans le Pacifique sud-ouest.
- 18 août : Premiers débarquements de soldats japonais à Guadalcanal.
- 8 novembre : Début de l'opération Torch, débarquement des troupes américano-britanniques en Afrique du Nord, à Safi, Casablanca, Kénitra, Oran et Alger qui est un succès : toute l'Afrique du Nord française se rallie aux Alliés.

## 1943
- 14 janvier : Début de la conférence d'Anfa à Casablanca, à laquelle participent Roosevelt, Churchill, de Gaulle et Henri Giraud, aboutissant à l'unification des forces françaises libres et de l'Armée d'Afrique, ainsi qu'au principe de reddition sans condition des forces de l'axe.
- 8 février : Évacuation des derniers soldats japonais de Guadalcanal.
- 19 février : Le maréchal allemand Erwin Rommel perce les lignes américaines à la bataille de Kasserine en Tunisie. Le front est rétabli six jours plus tard.
- 10 juillet : opération Husky, les troupes américano-britannico-canadiennes débarquent en Sicile.
- 17 août : Début de la conférence de Québec à laquelle participent Roosevelt et Churchill, portant notamment sur le futur débarquement en France et les opérations en Méditerranée.
- Octobre : la région de Naples est libérée.
- 21 novembre : Les marines débarquent sur l'atoll fortifié de Tarawa et en prennent le contrôle en trois jours.
- 23 novembre : Début de la conférence du Caire à laquelle participent Roosevelt, Churchill et Tchang Kaï-chek, portant sur l'avenir de l'Asie après la guerre.
- 28 novembre : Début de la conférence de Téhéran, à laquelle participent Roosevelt, Churchill et Staline. Il s'y décide l'organisation d'un débarquement en France, l'abandon du projet d'offensive dans les Balkans, le démembrement de l'Allemagne, et le déplacement des frontières de la Pologne vers l'Ouest.

## 1944
- 22 janvier : Débarquement américano-britannique à Anzio en Italie, pour contourner la ligne Gustave.
- 4 juin : Les troupes américaines libèrent Rome.
- 6 juin : Début de l'opération Overlord, débarquement des troupes américaines, britanniques et canadiennes en Normandie. Trois divisions d'infanterie américaines forment, à partir de 6:30, une tête de pont à Utah Beach et Omaha Beach, d'où elles doivent rejoindre deux divisions aéroportées et les Britanniques et les Canadiens attaquent Sword Beach, Gold Beach et Juno Beach.
- 15 juin : début de la bataille de Saipan, dans le Pacifique, qui s'achève le 9 juillet.
- 22 juillet : Signature des accords de Bretton Woods, portant sur la création du FMI et de la Banque mondiale.
- 1er août : George Patton prend le commandement de la 3e armée américaine en Normandie et entame la percée foudroyante de l'opération Cobra.
- 21 août : Début de la conférence de Dumbarton Oaks, à Washington, portant sur la création des Nations unies.
- 17 septembre : début de l'opération Market Garden, tentative aéroportée des Alliés de percée aux Pays-Bas qui échoue.
- 23 octobre : Début de la bataille aéronavale décisive du golfe de Leyte au large des Philippines, au cours de laquelle les avions japonais kamikaze font leur apparition.
- 7 novembre : Franklin Roosevelt est réélu à la présidence des États-Unis, avec 53,4 % des voix, face au candidat républicain Thomas Dewey.
- 16 décembre : L'armée américaine subit une contre-offensive allemande dans les Ardennes. À partir du 23, l'USAAF brise la progression allemande.

## 1945
- 4 février : début de la conférence de Yalta, à laquelle participent Franklin Roosevelt, Churchill et Staline, concernant le sort de l'Europe après la guerre.
- 14 février : en visite en Arabie saoudite, Roosevelt scelle avec Ibn Seoud une alliance portant notamment sur l'approvisionnement en pétrole.
- 16 février : Début de la bataille d'Iwo Jima, dans le Pacifique, qui s'achève le 26 mars.
- 7 mars : La Ire armée américaine s'empare du pont de Remagen sur le Rhin.
- 9 mars : Plus de 100000 Japonais périssent dans le bombardement aérien de Tokyo par l'US Air Force.
- 1er avril : Début de la bataille d'Okinawa, dans le Pacifique, qui s'achève le 21 juin.
- 12 avril : Décès (hémorragie cérébrale) du président Roosevelt, remplacé par son vice-président Harry Truman.
- 25 avril : Les troupes américaines et l'Armée rouge opèrent leur jonction à Torgau.
- 25 avril : Conférence de San Francisco, qui dure deux mois, et au cours de laquelle est élaborée la Charte des Nations unies.
- 7 mai : Le général allemand Alfred Jodl signe la reddition du Troisième Reich devant les Alliés à Reims.
- 17 juillet : début de la conférence de Potsdam, à laquelle participent Harry Truman, Clement Attlee, Churchill et Staline, scellant le sort de l'Allemagne, du Japon et de la Pologne.
- 6 août : Bombardement atomique sur Hiroshima par l'Enola Gay.
- 9 août : Bombardement atomique sur Nagasaki par le Bockscar.
- 2 septembre : Le Japon signe sa reddition à bord du cuirassé américain USS Missouri, dans la baie de Tokyo, en présence du général Douglas MacArthur.
- 20 novembre : Début du procès de Nuremberg, dans la zone d'occupation américaine.